# Cigaritis baghirmii
Cigaritis baghirmii is een vlinder uit de familie van de Lycaenidae. De wetenschappelijke naam van de soort is voor het eerst gepubliceerd in 1946 door Henri Stempffer.
De soort komt voor in Tsjaad.